# 木谷椎
木谷 椎（きや しい）は、日本の漫画家、イラストレーター。男性。同人サークル「日本帝國図書館」で活動している。

## 略歴
旧・ペンネームはCSY（キャシィ）で活動。後に現在の木谷椎と改名。
電撃文庫の小説作品『灼眼のシャナ』（原作：高橋弥七郎）の外伝漫画『灼眼のシャナX Eternal song -遙かなる歌-』を2007年（平成19年）9月から季刊誌『電撃黒「マ）王』にて連載していたが、2009年（平成21年）10月から『電撃マオウ』に連載を移行した。

## 作品リスト

### 一般向け
連載
- 『灼眼のシャナX Eternal song -遙かなる歌-』 （アスキー・メディアワークス『電撃黒「マ）王』 → 『電撃マオウ』連載終了、〈電撃コミックス〉、全5巻）
  1. 2009年1月27日発売、ISBN 978-4-04-867557-4
  2. 2010年8月27日発売、ISBN 978-4-04-868711-9
  3. 2011年10月27日発売、ISBN 978-4-04-870902-6
  4. 2012年9月27日発売、ISBN 978-4-04-886915-7
  5. 2012年9月27日発売、ISBN 978-4-04-891131-3
- 『ソードアート・オンライン キャリバー』 （アスキー・メディアワークス『電撃G'sコミック』連載終了、〈電撃コミックスNEXT〉、全1巻）
  - 2015年8月10日発売[1]、ISBN 978-4-04865-303-9

その他
- 『週刊新マンガ日本史』 第9号「平将門」（朝日新聞出版）

### 成人向け
- 『乙女の恋愛情事』 （2007年8月24日発売[2]、一水社〈いずみコミックス〉、ISBN 978-4-87076-674-7）
- 『Mind of Sisters』 （2008年12月22日発売[3]、一水社〈いずみコミックス〉、ISBN 978-4-87076-733-1）
- 『どっちもLOVE!?』 （2010年4月27日発売[4]、一水社〈いずみコミックス〉、ISBN 978-4-87076-793-5）
- 『Lovely Colors』 （2010年12月22日発売[5]、一水社〈いずみコミックス〉、ISBN 978-4-86416-037-7）
- 『ももいろstudy!』 （2012年7月27日発売[6]、一水社〈いずみコミックス〉、ISBN 978-4-86416-128-2）
- 『～異端幻想～ ダークレグナム』 （2014年10月27日発売[7]、メディアックス〈MDコミックスNEO〉、ISBN 978-4-86201-279-1）
- 『妹スワップ!』  （2015年9月28日発売[8]、メディアックス〈MDコミックスNEO 175〉、ISBN 978-4-86201-525-9）
- 『ひめはじめ』 （2017年5月26日発売[9]、メディアックス〈MDコミックスNEO 263〉、ISBN 978-4-86201-836-6）
- 『泡のお姫様』 （2018年9月27日発売[10]、メディアックス〈MDコミックスNEO 321〉、ISBN 978-4-86674-541-1）
- 『ゆいちゃん撮影会』 （2019年12月26日発売[11]、メディアックス〈MDコミックスNEO 376〉、ISBN 978-4-86674-609-8）

アンソロジー
- 『ぷにぺどっ！！』 「せいかつ指導」掲載 （2014年8月28日発売[12]、一水社〈いずみコミックス〉、ISBN 978-4-86416-252-4）

### イラスト
一般向け
- 『とある科学の超電磁砲』 第5巻 特装版付録『偽典・超電磁砲』 寄稿（2010年6月26日発売）
- 『とある科学の超電磁砲』 第10巻 作中イラスト（2014年7月26日発売）

成人向け
- 『モンスター少女への欲情』 表紙イラスト （2015年1月27日発売[13]、一水社〈いずみコミックス〉、ISBN 978-4-86416-276-0）
- 『モンスター娘との交合』 表紙イラスト （2015年10年27日発売[14]、一水社〈MDコミックスNEO〉、ISBN 978-4-86201-531-0）
- 『モンスター娘との契り』 表紙イラスト （2016年4月27日発売[15]、一水社〈MDコミックスNEO〉、ISBN 978-4-86201-567-9）

### PCゲーム
- 『ぴんくのあゆみ! 〜いけない陵辱検査〜』 （2005年8月5日発売、ZONE/SPACEWORKS、キャラクターデザイン・原画担当） ※「CSY」名義
- 『さくらさくら』 （2009年6月26日発売、ハイクオソフト、一部キャラクターデザイン・原画担当） ※「Xsara」名義